# David Edward Cronin
David Edward Cronin   (Greenwich, 12 de juliol de 1839 - Filadèlfia, 9 de juny de 1925), també conegut amb el seu pseudònim Seth Eyland, (12 de juliol de 1839 - 9 de juny de 1925) va ser un pintor, il·lustrador i periodista nord-americà.

## Vida i carrera

### Primers anys de vida
Cronin va néixer a Greenwich, Nova York. Va ser amic d'infància del president Chester A. Arthur. Després d'estudiar les arts a Troy, Nova York, es va traslladar a la ciutat de Nova York el 1855. Va passar els anys des de 1857 a Europa, on probablement va estudiar durant un any a la Kunstakademie Düsseldorf. És considerat membre de l'escola de pintura de Düsseldorf. Cronin va tornar als EUA el 1860, es va unir a l'exèrcit i va treballar per a la revista Harper's.

### Guerra Civil
Durant la Guerra Civil Americana, Cronin va ser un oficial de la Unió i el Rector Mariscal de Williamsburg. Va escriure una història detallada de Williamsburg durant la guerra civil el 1864 al seu llibre The Vest Mansion, Its Historical and Romantic Associations as Confederate and Union Headquarters (1862-1865) in the American Civil War. Va servir com a oficial de la cavalleria de cavalls negres de Nova York durant un temps i va escriure una "història gràfica de la nit que el seu comandament va esperar el transport cap al sud i va dormir a les andanes i a la vorera del carrer Market". Es va reunir amb esclaus i va veure per si mateix l'efecte que tenia l'esclavitud en les seves vides, així com la persecució dels esclaus fugits per part dels comissaris federals per tal de tornar-los als seus propietaris, basat en la Llei d'esclaus fugitius de 1850.

### Carrera de postguerra
Després de la guerra, Cronin va treballar com a periodista a Binghamton, Nova York, com a advocat a la ciutat de Nova York i per a una companyia de ferrocarrils a Texas. A finals de la Dècada de 1870, va tornar a Nova York, on va il·lustrar llibres.
De 1879 a 1903, Cronin també va treballar com a caricaturista polític. Un encàrrec notable va ser il·lustrar un llibre de dos volums sobre les "Memòries personals d'US Grant" amb 255 esbossos originals a ploma i tinta i aquarel·la. Va passar els últims 35 anys de la seva vida a Filadèlfia, on va morir.

### Pintures
Les pintures de Cronin inclouen An Old Picture Gallery (1878), The Evolution of a Life (1884), i Fugitive Slaves in the Dismal Swamp, Virginia (1888).